# Црква Светог Марка у Стојнику
Црква Св. Марка у Стојнику саграђена је у периоду од 1928. до 1932. године. Представља непокретно културно добро као споменик културе.

## Архитектура цркве
Црква у Стојнику је посвећена Светом Марку, црква је саграђена 1928. до 1932. године, према пројекту архитекте Петра Ј. Поповића. Конципирана је у српско-византијској традицији, са основом уписаног крста сажетог типа, изнутра са полукружном а споља петостраном апсидом. На западној страни храма налази се припрата са вестибилом, док се над централним делом наоса уздиже осмострано кубе. Посебна пажња покалоњена је спољашњем изгледу, чија се складност огледа у намери аутора да у спољњој архитектури нагласи карактеристично повлачење маса и полукружних забата ка центру композиције.
Зидана је у камену и опеци, а споља је омалтерисана. Површине фасада су равне, оживљене сведеним и једноставним архиволтама над узаним прозорским окнима, а хоризонтални венци потенцирају степенасто моделовање грађевине. Унутрашњост цркве није живописана. Дрвена олтарска преграда обликована је у духу романтичарског еклектицизма са иконама из 1935. године, које су рад руског сликара Александра Дикија. Црква Св. Марка у Стојнику један је од последњих реализованих храмова архитекте Петра Ј. Поповића, утемељивача идеје националног стила у српској архитектури, заснован на интегралном сагледавању искуства српског средњовековног градитељства и његове примене у савременој архитектури.